# Den Haag Hollands Spoor station
Den Haag Hollands Spoor station vasútállomás a Hollandiában található Hágában.

## Vasútvonalak
Az állomást az alábbi vasútvonalak érintik:
- Amsterdam–Rotterdam-vasútvonal
- Haaglanden tram line 1
- Haaglanden tram line 1
- Haaglanden tram line 9
- Haaglanden tram line 9
- Haaglanden tram line 11
- Haaglanden tram line 11
- Haaglanden tram line 12
- Haaglanden tram line 12
- Haaglanden tram line 16
- Haaglanden tram line 16
- Haaglanden tram line 17
- Haaglanden tram line 17

## Kapcsolódó állomások
A vasútállomáshoz az alábbi állomások vannak a legközelebb:
- Den Haag Laan van NOI vasútállomás
- Den Haag Centraal vasútállomás
- Den Haag Moerwijk
- Bierkade
- Leeghwaterplein
- Bierkade
- Jacob Catsstraat
- Jacob Catsstraat
- Rijswijkseplein (Zuid)
- Jacob Catsstraat
- Rijswijkseplein (Zuid)
- Bierkade
- Leeghwaterplein
- Rijswijkseplein (Noord)
- Leeghwaterplein